# غرينفيل لويس
غرينفيل لويس (بالإنجليزية: Grenville Lewis)‏ هو لاعب كرة قدم أمريكية ومهندس أمريكي، ولد في 12 نوفمبر 1875 في واشنطن العاصمة في الولايات المتحدة، وتوفي في 1 سبتمبر 1964.